# Țareviciul Alexei al Rusiei
Alexei Nicolaevici, Țarevici al Rusiei (în rusă Цесаревич Алексей Николаевич Poмaнoв, transliterat: Țesarevici Aleksei Hikolaevici Romanov; n. 12 august 1904, Petergof⁠(d), Gubernia Sankt Petersburg⁠(d), Imperiul Rus – d. 17 iulie 1918, Casa Ipatev⁠(d), URSS) a fost moștenitor al tronului Rusiei, singurul fiu al țarului Nicolae al II-lea și al țarinei Alexandra Feodorovna.

## Biografie
Alexei s-a născut la 12 august 1904 (30 iulie, pe stil vechi) la Peterhof. A fost cel mai mic din cei cinci copii și singurul fiu al țarului. Surorile sale mai mari erau: Olga, Tatiana, Maria și Anastasia. În familie i se spunea "Baby". Mai târziu i se spunea și Alioșa (Алёша) sau Lioșika (Лёшка).
Alexei a fost botezat la 3 septembrie 1904 la capela Palatului Peterhof. Nașii săi principali au fost bunica paternă împărăteasa-mamă și unchiul său Marele Duce Alexei Alexandrovici. Alți nași au fost: sora sa mai mare Olga, bunicul său regele Christian al IX-lea al Danemarcei, regele Eduard al VII-lea al Regatului Unit, Prințul George, Prinț de Wales, precum și William al II-lea, kaiserul Germaniei.
Tutorele său Pierre Gilliard și-a descris astfel elevul: Unul dintre cei mai frumoși copii imaginabili, cu buclele lui blonde, ochii mari, gri-albaștri umbriți de gene lungi.
De la mamă a moștenit hemofilia, boală transmisă genetic în familia regală britanică încă de la regina Victoria. În 2009, analizele genetice au determinat că Alexei suferea de hemofilie B. Din cauza hemofiliei lui, s-a zvonit că mama sa ar fi avut o aventură cu preotul Grigori Rasputin, care pretindea că poate să îl vindece pe Alexei. Țareviciul și surorile sale îl priveau pe Rasputin ca pe „Prietenul nostru” și aveau deplină încredere în el.

## Captivitatea

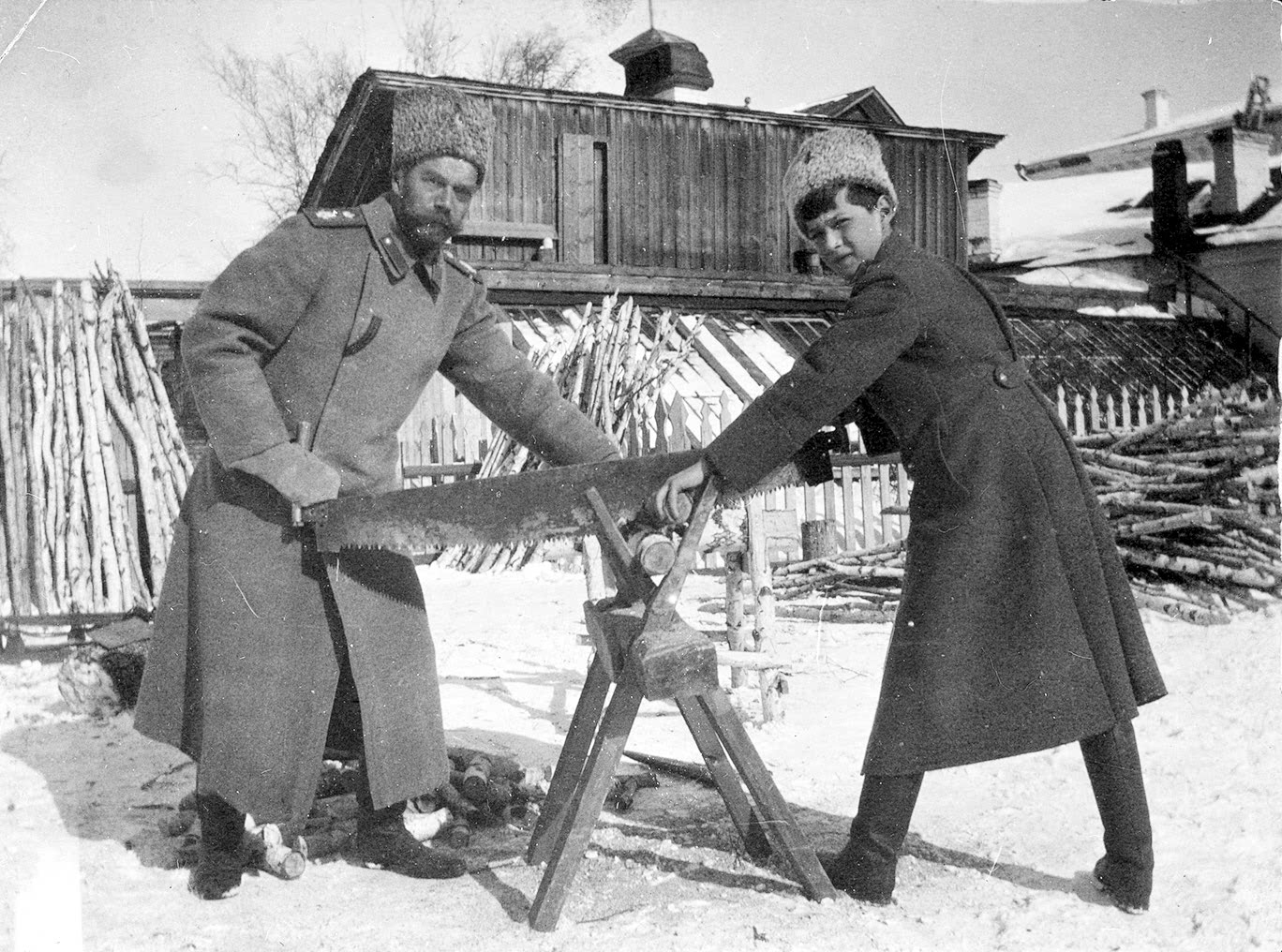
Țareviciul și Nicolae al II-lea în captivitate, Tobolsk, iarna anului 1917.

În urma Revoluției din 1917, Țarul este forțat să abdice și este arestat împreună cu întreaga familie. Inițial, au fost ținuți la reședința lor oficială, Palatul Alexander, însă guvernul provizoriu i-a transferat la Tobolsk, Siberia. Acolo, în jurnalul său, Alexei se plânge de plictiseală și se roagă la Dumnezeu să aibă milă de el. Ocazional, i se permite să se joace cu Kolia, fiul unuia dintre doctorii lui, și cu un băiat de la bucătărie, Leonid Sednev.
Hemoragiile pe care le avea erau așa de grave și era atât de bolnav, încât nu a putut fi mutat când bolșevicii i-au transferat la Ekaterinburg pe părinții săi și pe sora sa, Maria, în aprilie 1918. Alexei și celelalte trei surori s-au alăturat familiei câteva săptămâni mai târziu. Cele câteva săptămâni care îi mai rămăseseră de trăit le-a petrecut într-un scaun cu rotile.
La 17 iulie 1918, cu mai puțin de o lună înainte să împlinească paisprezece ani, Alexei a fost ucis împreună cu toată familia în pivnița Casei Ipatiev din Ekaterinburg. Asasinarea a fost făcută de forțele bolșevice ale poliției secrete, conduse de Iakov Iurovski. Potrivit unui martor al crimei, familiei i s-a spus să se îmbrace în miez de noapte deoarece vor fi mutați.
Scheletele tuturor membrilor familiei Romanov, cu excepția Mariei și a lui Alexei, au fost descoperite în 1991 și îngropate în necropola Catedralei Sf. Petru și Pavel din Sankt Petersburg, în 1998. La 29 iulie 2007, în apropiere de orașul Ekaterinburg, au fost descoperite rămășițele a două cadavre: un băiat și o fată. În iulie 2008, testele ADN efectuate de o echipă de 22 de experți, provenind de la 12 laboratoare diferite de analiză, au confirmat faptul că rămășițele umane găsite le aparțin țareviciului Alexei și surorii sale mai mari, Maria.
În 2000, Alexei și familia sa au fost canonizați de Biserica Ortodoxă Rusă.

## Galerie

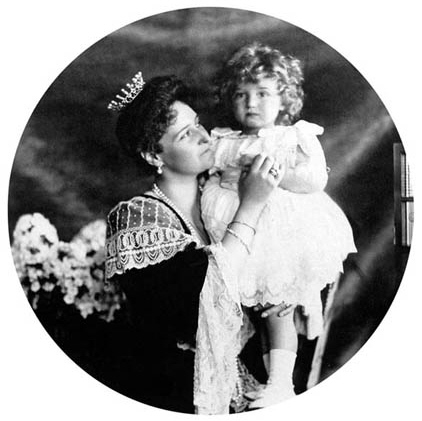
Țareviciul împreună cu mama sa, 1906.
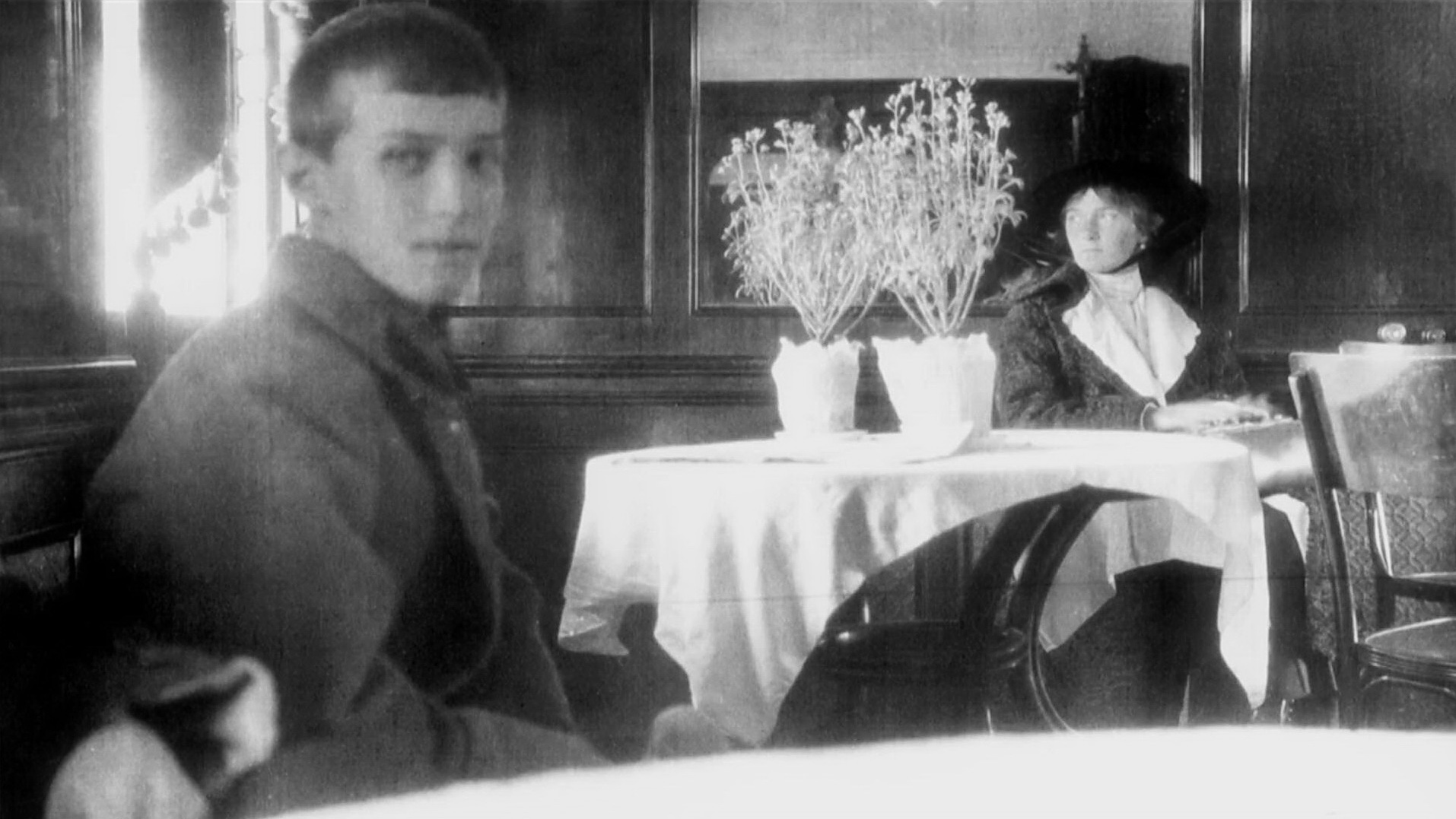
Țareviciul Alexei (stânga), și sora sa, Marea Ducesă Olga (dreapta), la bordul navei care-i transporta spre Ekaterinburg în mai 1918. Aceasta este ultima fotografie cunoscută a lui Alexei și a Olgăi.
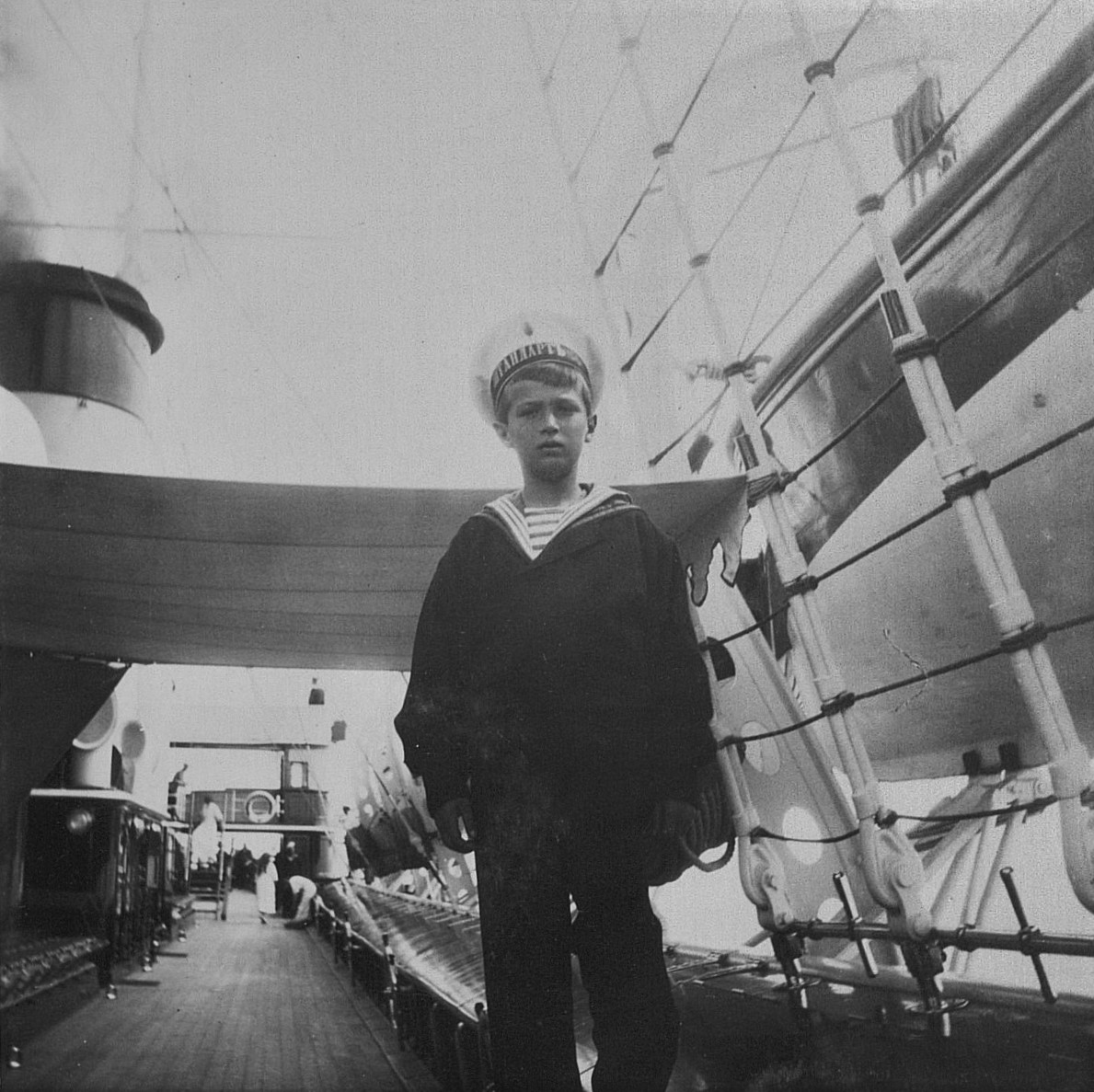
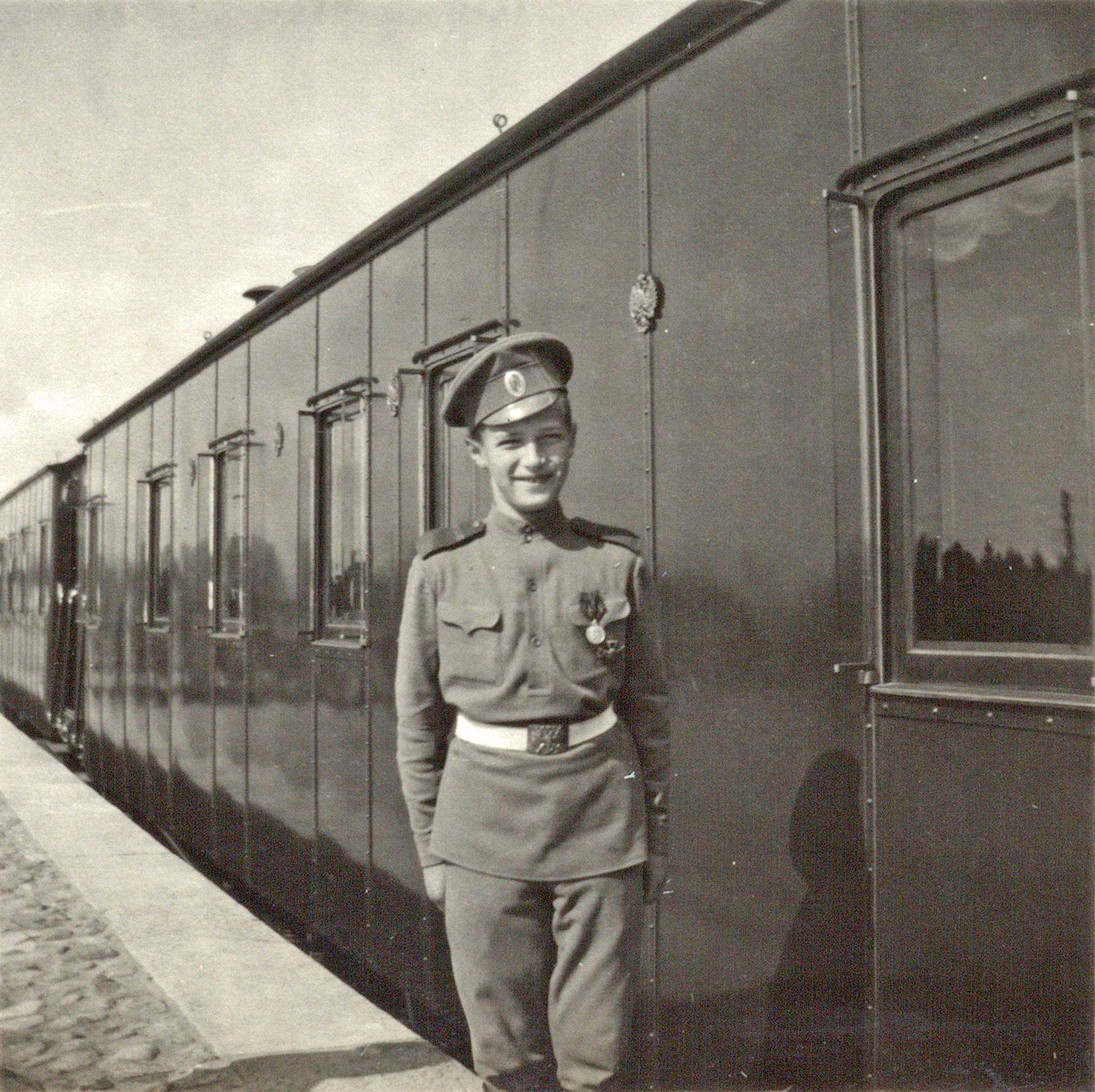